# Clinoptilolita
Clinoptilolita és el nom amb què es coneixen els minerals clinoptilolita-Na, clinoptilolita-K i clinoptilolita-Ca, unes zeolites. Reben el seu nom del grec klinein (recostat), ptilon (ploma) i lithos (pedra). Actualment, el terme està en desús per a designar una espècie.

## Espècies
Les tres espècies de clinoptilolita, clinoptilolita-Na, clinoptilolita-K i clinoptilolita-Ca, eren abans considerats varietats, però avui dia estan acceptades per l'Associació Mineralògica Internacional. Totes tres espècies formen sèries de solució sòlida amb les respectives composicions dominants de l'heulandita, donant una família de minerals per substitucions parcials dels tres ions metàl·lics.
El contingut de cations és molt variable. Hi predominen les mencionades composicions Ca-, Na- i K-, tot i que compostos amb Sr, Ba, i Mg també s'hi troben de manera substancial. El rang TSi, la proporció de llocs de tetraedres ocupats per àtoms de silici, és de 0,80 a 0,84. Els minerals amb la mateixa tipologia, però amb TSi < 0,80, Si/Al < 4,0, són classificats com heulandita.

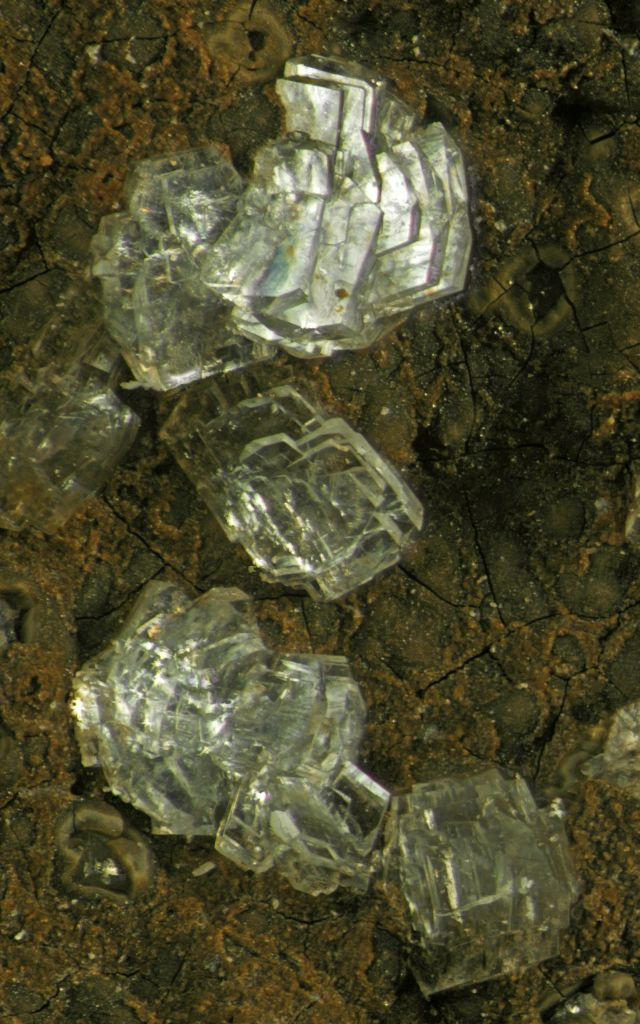
Clinoptilolita-Ca
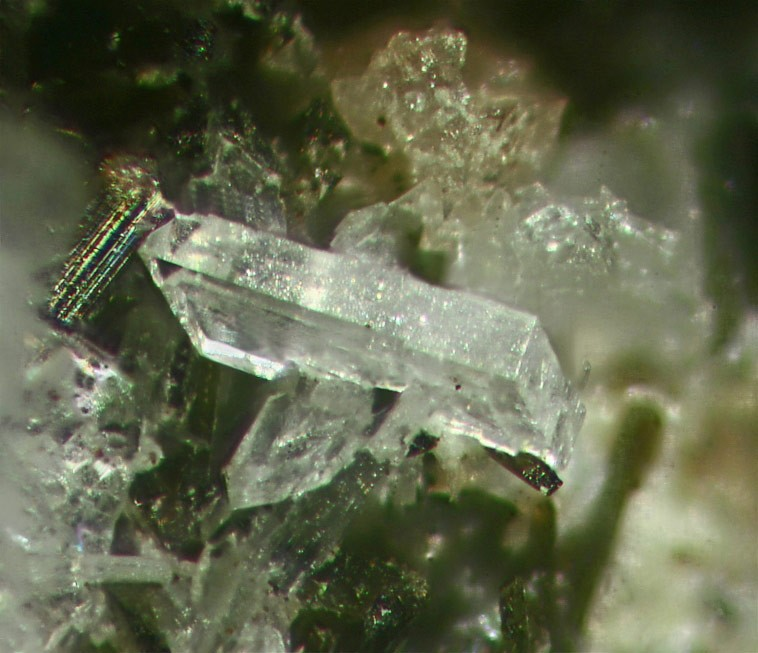
Clinoptilolita-K
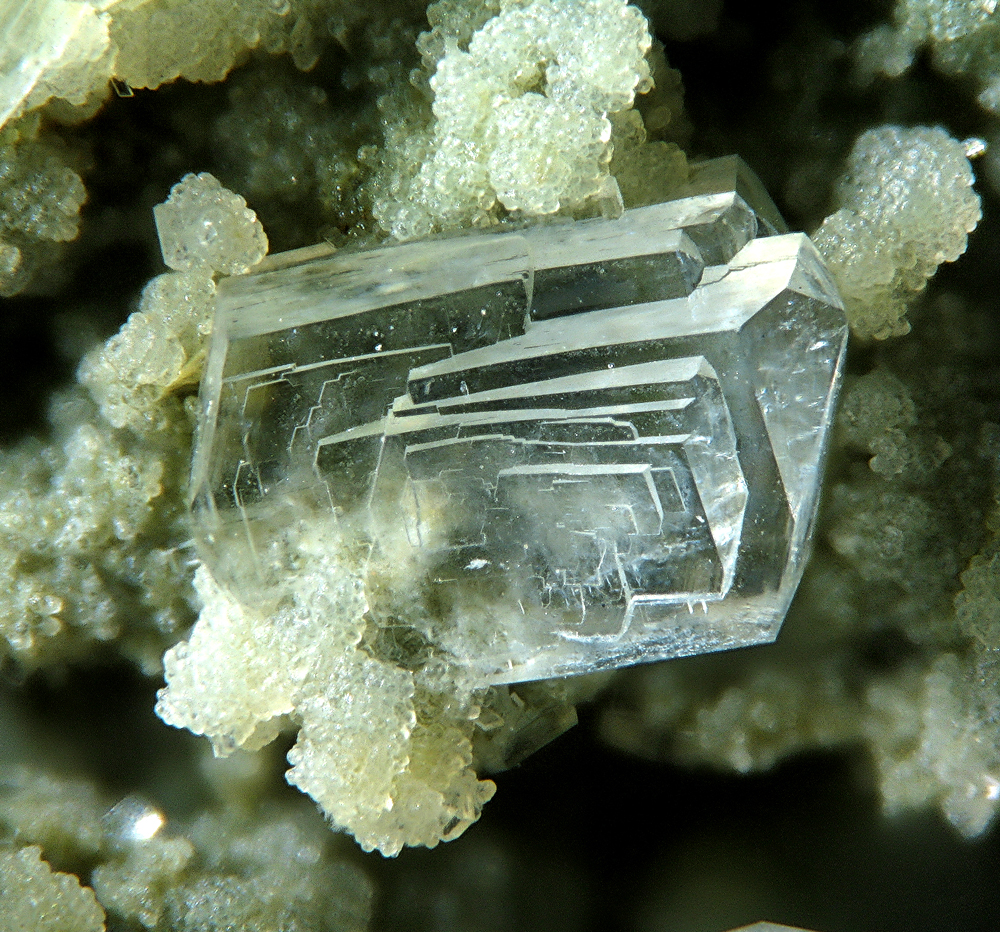
Clinoptilolita-Na

## Característiques
Les tres espècies cristal·litzen en el sistema monoclínic, i la seva duresa oscil·la entre 3,5 i 4 a l'escala de Mohs. La seva lluentor és vítria. S'usa industrialment per les seves propietats d'intercanviador iònic, el que li fa tenir una gran afinitat per unir-se als ions amoni, per la qual cosa s'empra en la fabricació de sensors d'urea, elaboració de desodorants, fertilitzants agrícoles, etc.

## Formació i jaciments
Solen trobar-se molt comunament en les tobes, com a producte de desvitrificació de vidres volcànics silicis. També es pot trobar omplint cavitats en roques de tipus riolita, andesita o basalt.